# Donje Dragovlje
Donje Dragovlje (cyr. Доње Драговље) – wieś w Serbii, w okręgu niszawskim, w gminie Gadžin Han. W 2011 roku liczyła 389 mieszkańców.